# Rich Brown

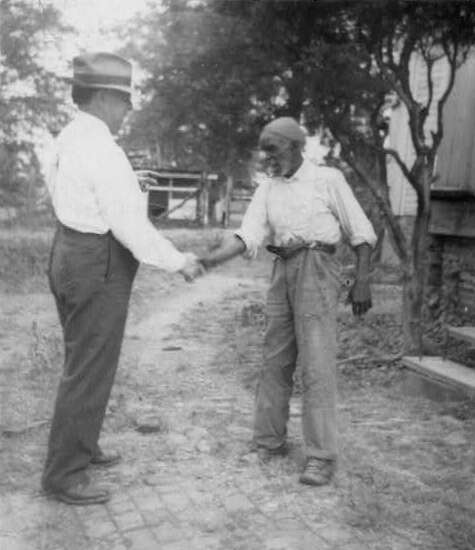
John Lomax schudt de hand van Rich Brown

Richard Brown, ook bekend als Uncle Rich Brown, was een Amerikaanse muzikant en zanger van spirituals  en blues. Hij woonde zijn hele leven op een plantage in de buurt van Sumterville, Alabama.  John Lomax nam elf liederen van hem op in 1937 en 1940, waarvan de meeste spirituals. 
Zijn stem bracht een klaaglijke kreet voort, typerend voor agrarische arbeiders, die vaak op deze liederen vertrouwden om de verveling en eenzaamheid te verlichten waarin ze werkten. Ironisch genoeg waagde Brown zich nooit ver van de plantage van zijn geboorte, rond 1860.
Een van zijn meest populaire opnames was "Alabama Bound". De Lomaxes verwezen naar dit bekende lied als een traditioneel kamplied. Voor Rich Brown functioneerde het als een werklied terwijl hij katoen plukte. Verzamelaars namen versies van Alabama Bound op door heel het Zuiden. Pianist Jelly Roll Morton nam het op voor de Library of Congress en het kon ook worden gevonden in het repertoire van Lead Belly.
- International Standard Name Identifier: 0000 0003 5651 2323
- MusicBrainz: 85242d60-439d-4be7-a61e-c4b92eb75f2a
- Virtual International Authority File: 189390342